# Hans Schnyder von Wartensee
Hans Schnyder von Wartensee (* 1895; † 1987) war ein Schweizer Jurist. Er war Statthalter der Schweizerischen Statthalterei des Ritterordens vom Heiligen Grab zu Jerusalem.

## Familie
Er stammte aus dem Luzerner Patriziergeschlecht der Schnyder von Wartensee. 1925 heiratete Hans Schnyder von Wartensee Hilda Segesser von Brunegg in der Hauskapelle „Maria zum Schnee“ auf Schloss Tannenfels bei Nottwil.

## Leben
Schnyder studierte Rechtswissenschaften und wurde 1922 an der Universität Bern mit der Arbeit Die Errichtung von Schuldbrief und Gült für den Verkehr und die Einreden des Schuldners nach Art. 872 des schweizerischen Zivilgesetzbuches zum Doktor der Rechte promoviert.
Schnyder von Wartensee war von 1942 bis 1945 Offizier, zuletzt Oberstleutnant, der römischen Päpstlichen Schweizergarde (GSP – Guardia Svizzera Pontificia). Er war 1959 beteiligt an der Gründung der Vereinigung „La Guardia“.
Er war Präsident der Magistral-Delegation (1947–1950) und begründete den Ritterorden in der Schweiz. Er war von 1950 bis 1967 erster Statthalter der Schweizerischen Statthalterei des Ritterordens vom Heiligen Grab zu Jerusalem. Von 1951 bis 1963 leitete er zudem die Deutschschweizerische Sektion des Ordens.
Teile seines Nachlasses hat er 1978 dem Staatsarchiv Luzern geschenkt, u. a. Unterlagen des Politikers Julius Schnyder von Wartensee.

## Schriften
- Die Errichtung von Schuldbrief und Gült für den Verkehr und die Einreden des Schuldners nach Art. 872 ZGB. Buchdruckerei Hofle und Kaiser, Dornbirn 1922.